# Daily News Egypt
Daily News Egypt (DNE) est un quotidien égyptien de langue anglaise créé en 2005. La parution a cessé en avril 2012 puis a été relancé en juin 2012 avec un nouveau propriétaire. Ce journal se veut libéral et indépendant du pouvoir.

## Histoire
La société Egyptian Media Services crée le journal en 2005. Il est vendu alors comme un supplément au Herald Tribune.  Rania Al Malky est la rédactrice en chef, poste qu'elle occupe depuis mai 2007, après avoir été promue rédactrice en chef adjointe lors de son arrivée dans l'équipe en décembre 2006. Elle a succédé à Firas Al Atraqchi, qui a été rédacteur en chef d'octobre 2006 à avril 2007 et qui s'était joint à l'équipe après le départ du premier rédacteur en chef Amr Gamal, qui a occupé ce poste d'août 2005 à octobre 2006. Mais la parution cesse le 21 avril 2012,.
Le 18 mai 2012, Business News for Press, une société d’édition et de distribution, annonce qu'elle reprend le titre pour une parution à partir de juin 2012. Le journal est relancé le 19 juin 2012 et l'édition web le 22 juin 2012. Business News for Press publie également le journal économique Al Borsa et est affilié à la société de formation Capital Markets Institute,. L'éditeur en chef est Saad Zaghloul. En décembre 2016, le gouvernement égyptien annonce le gel des avoirs des propriétaires du journal. « Daily News Egypt n’a jamais été un journal d’opposition », indique pourtant Adham Youssef, chef adjoint du service politique de ce quotidien. « Notre ligne éditoriale est impartiale. Les sources officielles sont toujours citées et le président s’est exprimé plusieurs fois dans nos pages. Mais nous avons aussi publié plusieurs papiers sur la torture, les violations des droits de l’homme et les manifestations,. »